# John Henry (senator)
John Henry, född 1750 i Dorchester County, Maryland, död 16 december 1798 i Dorchester County, Maryland, var en amerikansk politiker. Han var ledamot av kontinentalkongressen 1778-1780 och 1785-1786. Han var därefter ledamot av USA:s senat för Maryland 1789-1797 och guvernör i Maryland 1797-1798.
Henry utexaminerades 1769 från College of New Jersey (numera Princeton University). Han studerade sedan juridik vid Middle Temple i London. Han inledde 1775 sin karriär som advokat i Maryland. År 1787 gifte han sig med Margaret Campbell. Paret fick två söner men makan avled redan 1789 efter bara två års äktenskap. Henry och Charles Carroll valdes till de två första senatorerna för Maryland. Henry avgick 1797 efter att ha blivit vald till guvernör. Han efterträddes 14 november 1798 som guvernör av federalisten Benjamin Ogle. Henry avled senare samma år i Dorchester County och gravsattes på Christ Episcopal Church Cemetery i Cambridge.